# Schutterspark
Het Schutterspark is een park in de Limburgse gemeente Brunssum. Het bestaande park werd in 1952 ter gelegenheid van het 50-jarig bestaan van de Staatsmijnen vergroot, vernieuwd en cadeau gedaan aan de bevolking. Het park is onderdeel van het grensoverschrijdende Heidenatuurpark.
Het park ligt in het dal van de Roode Beek en grenst in het zuidwesten aan de kolonie (mijnwerkersbuurt) Schuttersveld die vroeger voor de Brunssumse mijnwerkers is gebouwd. Aan de westkant ligt de Steenberg Emma-Hendrik. Het park wordt door de beek in twee delen gesplitst. In het noorden ligt een bos-, heide- en veengebied dat enigszins in natuurlijke staat is. In het zuiden is het een recreatie- of volkspark.
In het park ligt de Landweer Schutterspark.

## Ontstaan vijvers

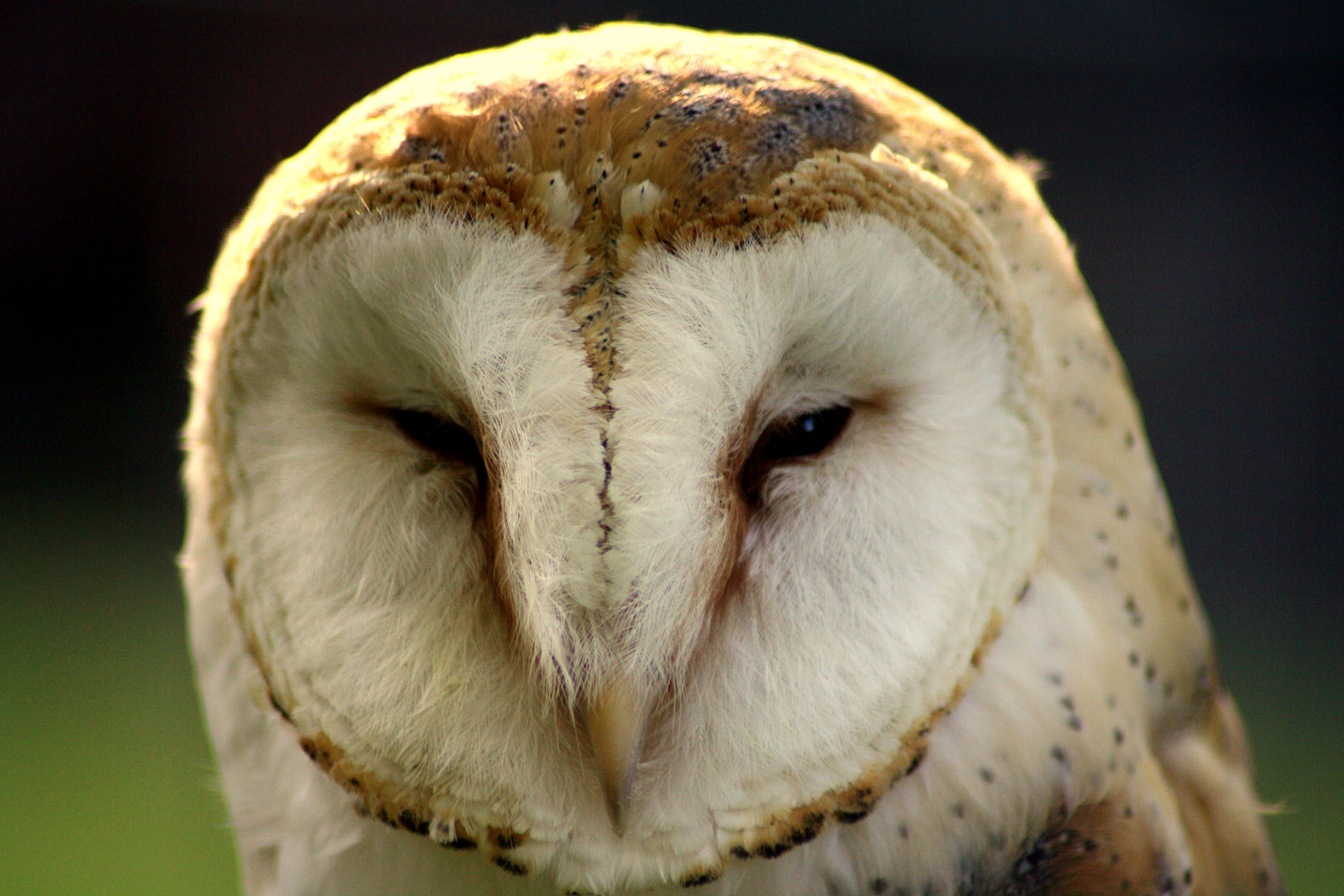
Kerkuil te Schutterspark.

Bij het winnen van kolen, werd veel steen naar boven gevoerd. Via een waterbad, zakten de stenen omlaag en kwam de kool naar boven drijven. De kolengruis van dit proces werd afgepompt naar een zogenoemde bezinkingsvijver (ook wel: slikvijver), waarin het afvalwater van de kolenwasserij werd geloosd. Het slib werd van de kolen gescheiden, de slib bezonk in de vijvers en de resten van de steenkool in de slik werd als brandstof voor de huisbrandovens gebruikt, dit werd schlam (Limburgs, uitspraak: sjláám) genoemd. Het water van de slikvijvers werd in de Roode Beek geloosd, waardoor deze langzaam een pikzwarte kleur kreeg.
De bezinkingsvijver werd naast de steenberg door de Staatsmijn Hendrik, de eigenaar van dit gebied sinds de aankoop van de Brunssumse Schutterij St. Gregorius in 1919, aangelegd. Toen de bezinkingsvijver langzaam vol raakte werd het afvalwater naar een tweede vijver afgevoerd. Later verbond men de Roode Beek met beide vijvers waardoor een doorstroming ontstond en de vijvers niet meer dreigden over te lopen.
Na verloop van jaren kwam er steeds meer begroeiing rond de vijvers en begon men eraan te denken om hier, net als in het Steinerbos (1941) te Stein, een recreatiegebied te maken voor de mijnwerkers en hun gezinnen.

## Aanleg park
In 1919 kreeg de Apeldoornse tuinarchitect K.C. van Nes (1876-1952) de opdracht om een ontwerp voor het park te maken. Een jaar later verscheen een rapport waarin de bescherming van de bronnen en de inrichting van een wandelpark naar de inzichten van Hirschfeld zijn vastgelegd. Tussen 1920 en 1940 werd het park ingericht als een openbaar park naar de ideeën van een volkspark.

## Attracties
Naast een 80 hectare groot wandel- en natuurgebied, kent/kende het park een groot aantal attracties.

### Bestaande attracties
- Het in 1921 gebouwde Schuttershuüske met bijbehorende speeltuin (de oorspronkelijke speeltuin is in 1997 verplaatst naar de locatie van het oude hertenkamp. Daar werd de speeltuin geopend in 1998) Het Schuttershuüske, tegenwoordig een café-restaurant, was oorspronkelijk gebouwd als melksalon / recreatiecentrum voor de Staatsmijnen. In 1952 werd het pand vergroot, waarbij een dansvloer en geluidsinstallatie werd toegevoegd.
- Een in de jaren 30 aangelegde roeivijver, vroeger met roeibootjes en later met waterfietsen, tegenwoordig mini haven met klein aangelegd strand. Beide vijvers zijn tevens een visvijver.
- Aan de oever van de roeivijver stond het Pompenhuüske. Ten tijde van de Staatsmijn Hendrik stonden hier pompen om het water van de roeivijver naar de kolenwasserij van de Staatsmijn te pompen. Na de sluiting van de Staatsmijn kwam de ruimte leeg te staan. In 1971 vestigde zich hier het Natuurfonds dat in 1970 was opgericht. Deze lieten ruim 100 geprepareerde vogels, 40 opgezette zoogdieren, fossielen en gesteenten uit de Staatsmijn Hendrik zien.
- In 1985 sloot de oude kinderboerderij tegenover het Schuttershuüske haar deuren. Deze werd hetzelfde jaar opnieuw geopend tegenover het Pompenhuüske, aan de andere zijde van de Roode Beek.
- Hierna werd de speeltuin links voor de hoofdingang van het park, die reeds voor 1952 op deze locatie lag, afgebroken en werd op de oude locatie van de oude kinderboerderij, aan de rechterkant van de hoofdingang van het park, een nieuwe speeltuin gebouwd.
- Per 2010 is het blote voetenpad aangelegd, een wandelpad waar je blootsvoets de natuur kunt beleven.
- Een ander pad is het 2,5 kilometer lange Parelpad. Dit pad leidt de wandelaar door het bos, langs de Roode Beek en over diverse vlonders. Langs het Parelpad staan informatieborden met uitleg over de historisch belangwekkende zaken en over de natuur.
- Op 28 mei 2011 werden drie van de vier in 2010 gerestaureerde pompgebouwen geopend. Drie van deze pompgebouwen dateren van rond 1929 en een van 1942/1943. Oorspronkelijk werden deze pompgebouwen, aangelegd door de Staatsmijnen, gebruikt om grondwater te ontijzeren dat vervolgens werd getransporteerd naar twee watertorens bij de staatsmijn Hendrik. Het water werd gebruikt voor bedrijfsdoeleinden, maar voorzag ook Brunssumse woningen van kraanwater. De pompgebouwen, elk tussen de 350 en 375 vierkante meter groot, behoren tot de laatste historische industriële restanten van de Brunssumse mijngeschiedenis.[4] De gemeente Brunssum wil deze drie gebouwen beschikbaar stellen voor evenementen met een thema, kunstmanifestaties en tentoonstellingen. Ook zullen de gebouwen dienstdoen als buitenlocatie voor verenigingen.[5] Het vierde gebouw moet nog gerenoveerd worden. Door geldgebrek is de renovatie vooralsnog doorgeschoven.
- Op 26 juni 2011 is in het Schutterspark de eerste Limburgse modelspoorbaan met drie sporen geopend door burgemeester Clemens Brocken. Op de baan, die beheerd wordt door Stoomgroep Limburg, is het 's zondags mogelijk om (mee) te rijden.

### Verdwenen attracties
- Een in 1933 gebouwd hertenkampje bij, waarbij later ook enkele lama’s aan werden toegevoegd. Alhoewel de dieren reeds in de jaren 80 van de 20e eeuw werden herplaatst, bleven de contouren van het hertenkampje zichtbaar tot in de eerste decennia van de 21e eeuw. Sinds de herinrichting, die in 2006 begon, meandert de Roode Beek door dit gebied. Bij deze herinrichting is men ook begonnen om de landgraaf te herstellen.
- Boven op de Ouverberg lag een in 1952 gebouwde uitkijktoren van 20 meter hoog. De uitkijktoren werd eind jaren 80, begin jaren 90 afgebroken.
- Naast de uitkijktoren lag een restaurant met een groot zonneterras. Dit pand is eind jaren 80, begin jaren 90 afgebroken.
- Boven de roeivijver zweefde een kabelbaan die van de uitkijktoren liep tot een toren, aanlegsteiger voor de gondels van de kabelbaan, langs de rand van de vijver liep. In totaal was de kabelbaan 325 meter lang en was gemaakt van de kabels van schacht IV van de Staatsmijn Hendrik. Na het sluiten van de Staatsmijnen verdween de kabelbaan die door de Staatsmijn Hendrik werd onderhouden.
- In 1977 werd een kunstskibaan aangelegd door het Recreatieschap Oostelijk Zuid-Limburg.[6] De baan was 120 meter lang, tien meter breed en had een hellingspercentage van 25 procent.[7] De van oorsprong Oostenrijkse skileraar Sigi Moser nam de exploitatie op zich. Begin 1980 kreeg de baan borstels van een nieuw soort plastic, ontwikkeld door onder andere de firma Curver uit Brunssum. Deze borstels werden in hetzelfde jaar gebruikt bij de aanleg van de skibaan in Landgraaf.[8] Die baan was 500 meter lang en trok al gauw meer bezoekers. De Brunssumse baan kwijnde weg en werd in oktober 1985 gesloten.[9]

## Eigenaar park
Het park was vanaf 1919 in eigendom van de Staatsmijn Hendrik die het van Schutterij St. Gregorius kocht. Na de mijnsluiting schonk de Staatsmijn het park op 1 januari 1970 aan de gemeente Brunssum, die het verkocht aan het recreatieschap streekgewest OZL. In 1991 kocht de gemeente Brunssum het park terug.

### Beheer van het park
Het beheer van het park ging in 1952 over naar de Commissie van Beheer van Ontspanningsoord Schuttersveld, waarmee het beheer onder meer werd uitgevoerd door de leerlingen van de Ondergrondse Vak School (OVS). Op 1 januari 1967 ging het beheer over naar het hoveniersbedrijf van de Stichting Fonds voor Sociale Instellingen.
In 2006 gaf de gemeente Brunssum opdracht aan de Bosgroep Zuid-Nederland, een organisatie die in opdracht van overheden en particulieren onderhoud aan natuurgebieden verzorgt, om het Schutterspark te beheren.